# C2C
C2C (от английски: Consumer-to-consumer, буквално – „Потребител към потребител“) е термин, означаващ схема за електронна търговия между крайни потребители (клиенти), при която купувачът и продавачът не са предприемачи в юридическия смисъл на думата.
Обикновено в такива търговски взаимоотношения участва и трета страна – посредник, която организира електронна търговска платформа, например интернет-аукцион, сайт с обявления за покупко-продажби и др. Освен това посредникът може да е гарант и/или изпълнител на самото заплащане. Посредникът не е гарант за получаването на стоката, но в някои случаи може да влияе за разрешаване на спорни ситуации. Също така посредникът не участва в самото придвижване на стоката, с това се занимава продавачът самостоятелно. Към особеностите на схемата С2С може да се отнесат малките трансакционни разходи, по-ниските цени на стоките. Отрицателната особеност е, че съществува повишена вероятност от измами. За борба с това платформите въвеждат системи за оценка на репутацията.
Към тази категория може да се отнесе кооперативната търговия, въпреки че обменът между съкооператорите не бива да се смята за същинска търговия (няма прехвърляне на собственост).

## Примери
Примери за успешно прилагане на модела C2C са онлайн аукционите (EBay), сайтовете за обявления на ползватели (например Craigslist и Gumtree).